# Якобссон, Карл-Альфред
Ка́рл-Альфре́д Я́кобссон (швед. Karl-Alfred Jacobsson; 15 января 1926, Бостон — 4 марта 2015, Ангеред, Вестра-Гёталанд) — шведский футболист, играл на позиции нападающего.

## Биография

### Юность
Родился в Бостоне (штат Массачусетс, США) в семье шведа и итальянки. В возрасте 5 лет вместе с родителями переехал в Швецию, где прошла вся его дальнейшая жизнь.

### Игровая карьера
Якобссон начинал карьеру в «Горде», а затем перешёл в ГАИС. После службы в армии продолжил играть за ГАИС в составе которого выиграл чемпионский титул в 1954 году. За 10 сезонов с составе «скумбрий» он сыграл во всех турнирах 197 матчей и забил 145 голов. Помимо этого, он три раза подряд, играя за ГАИС, становился лучшим бомбардиром чемпионата страны

### Карьера в сборной
В составе сборной Швеции сыграл 6 матчей и забил 3 гола. Он входил в предварительные заявки сборной для участия на чемпионате мира 1950 года и чемпионате мира 1958 года, но в итоговую заявку так и не был включён. Это было связано с тем, что в то время игроков в сборную выбирал не главный тренер, а комитет, который базировался в Стокгольме.

### Признание
В 1994 году, в год 100-летия клуба ГАИС, Якобссон был признан «Игроком века» по версии болельщиков. Спустя пять лет, в 1999 году он был признан «Игроком тысячелетия».

### Семья
Скончался 4 марта 2015 года в доме престарелых в Гётеборге в возрасте 89 лет.

## Достижения

### Командные
ГАИС
- Чемпион Швеции по футболу (1) : 1954

### Личные
- Лучший бомбардир чемпионата Швеции (3) :1952/1953 (17 голов), 1952/1953 (24 гола), 1953/1954 (21 гол)